# André Makanga
André Venceslau Valentim Macanga es un futbolista angoleño nacido en Luanda en 1978. Juega de centrocampista y su equipo actual es el Arrifanense. Exfutbolista del Real Madrid CF.

## Biografía
Makanga llegó a Portugal cuando era joven. Allí ha jugado en equipos portugueses de categorías inferiores, hasta que en 2000 ficha por el FC Porto. Allí estvo una temporada, en la que ganó la Copa de Portugal y, después jugó en varios equipos portugueses.
La temporada 2004-05 militó en Turquía, en el Gaziantepspor.
En 2005 ficha por el Sporting Club de Kuwait. con este equipo ha conquistado dos Ligas.

## Selección nacional
Ha sido internacional con la selección de fútbol de Angola en 35 ocasiones. Su debut con la camiseta nacional se produjo el 16 de noviembre de 2003, en un partido contra la selección de Chad.
Ha participado en la Copa Mundial de Fútbol de Alemania de 2006, donde disputó dos partidos: Angola 0-1 Portugal y México 0-0 Angola.
También ha disputado la Copa Africana de Naciones en dos ocasiones: 2006 y 2008.
Los aficionados angoleños le apodan el pulmón defensivo de la selección.

## Clubes
| Club                         | País     | Año       |
| ---------------------------- | -------- | --------- |
| Clube Desportivo Arrifanense | Portugal | 1997-1998 |
| Vilanovense Futebol Clube    | Portugal | 1998-1999 |
| Sport Comércio e Salgueiros  | Portugal | 1999-2000 |
| Futebol Clube de Alverca     | Portugal | 2000      |
| FC Porto                     | Portugal | 2000-2001 |
| Real Madrid CF               | España   | 2001-2002 |
| Académica de Coimbra         | Portugal | 2002-2003 |
| Boavista Futebol Clube       | Portugal | 2003-2004 |
| Gaziantepspor                | Turquía  | 2004-2005 |
| Al Kuwait Kaifan             | Kuwait   | 2005-     |

## Títulos
- 1 Copa de Portugal (FC Oporto, 2001)
- 2 Ligas de Kuwait (Al Kuwait Kaifan, 2006 y 2007)
- 1 Champions League  (Real Madrid, 2002)